# San Diego (khu tự quản)
San Diego là một khu tự quản thuộc bang Carabobo, Venezuela. Thủ phủ của khu tự quản San Diego đóng tại San Diego. Khự tự quản San Diego có diện tích 106 km2, dân số theo điều tra dân số ngày 21 tháng 10 năm 2001 là 59247 người.